# Jarva žilnatá
Jarva žilnatá (Cnidium dubium) je druh vysoké vlhkomilné rostliny z čeledi miříkovitých

## Výskyt
Je to rostlina vyskytují se na euroasijském území od západní Evropy až po střední Sibiř. Její hlavní výskyt je ve střední a východní Evropě a zasahuje přes Pobaltí až na jih Skandinávie a na jihu po Rumunsko. Jarvu žilnatou lze nejčastěji nalézt v mokřadních biotopech jako vlhké louky, okraje vlhkých parcel zarostlých řídkým stromovím, při občasných povodních zaplavované travnaté pozemky, břehy neregulovaných meandrujících řek a odvodňovacích příkopů. Preferuje půdy těžké, bohaté na minerály, mohou být i mírně zasolené, nejlépe se ji daří na slunném stanovišti.
V České republice, kde se vyskytuje roztroušeně až vzácně, je její výskyt vázán hlavně na oblast termofytika. Lze ji nejsnáze sbírat na teplých místech okolo řeky Moravy v Hornomoravském a Dolnomoravském úvalu a v údolní nivě řeky Labe.

## Popis
Je zřídka dvouletá, většinou vytrvalá bylina s dutou lodyhou dosahující výše od 30 do 100, nejčastěji 60 cm. Lysá lodyha hranatě rýhovaná je chudě větvená, převážně se větví jen v horní části. Listy bývají 2 nebo 3krát zpeřeně dělené na čárkovité úkrojky s podvinutými okraji a na rubu s výraznou žilnatinou, v průběhu kvetení odspodu zasychají. Přízemní listy mají dlouhé žlábkovité řapíky, lodyžní vyrůstající střídavě mají řapík kratičký, ale zato mají nafouklou lodyhu objímající pochvu s ouškem. U nejhořejších listů je pochva delší než listová čepel. Má vytrvalý oddenek obsahující kumarin.
Drobné, bílé velmi četné většinou oboupohlavné, někdy ještě i samostatné samičí, květy jsou sestaveny do složených okolíků vytvořených z asi 30 drobnými okolíčků. V květu je pět korunních lístků a pět tyčinek s prašníky otvírajícími se po stranách. Na okrajích spodního semeníku jsou stopy po zakrnělém kalichu. Dvoupouzdrý semeník nese nadplodní terč se žlázkami vylučující nektar a dvě blizny. Kvetou od července do září, opylovány jsou hmyzem.
Plod je dvounažka poltící se na dva plůdky (semena), přitom se střední sloupeček, plodonoš, rozdělí na dvě ramena a plůdky visí na jejích koncích. Rostlina nemá žádný ekonomický význam.

## Ohrožení
Jarva žilnatá je v přírodě nejvíce ohrožená absenci pravidelných záplav nebo naopak dlouhodobým zatopením jejích lokalit. Podle Černého a červeného seznamu cévnatých rostlin České republiky je řazena mezi druhy silně ohrožené – C2.

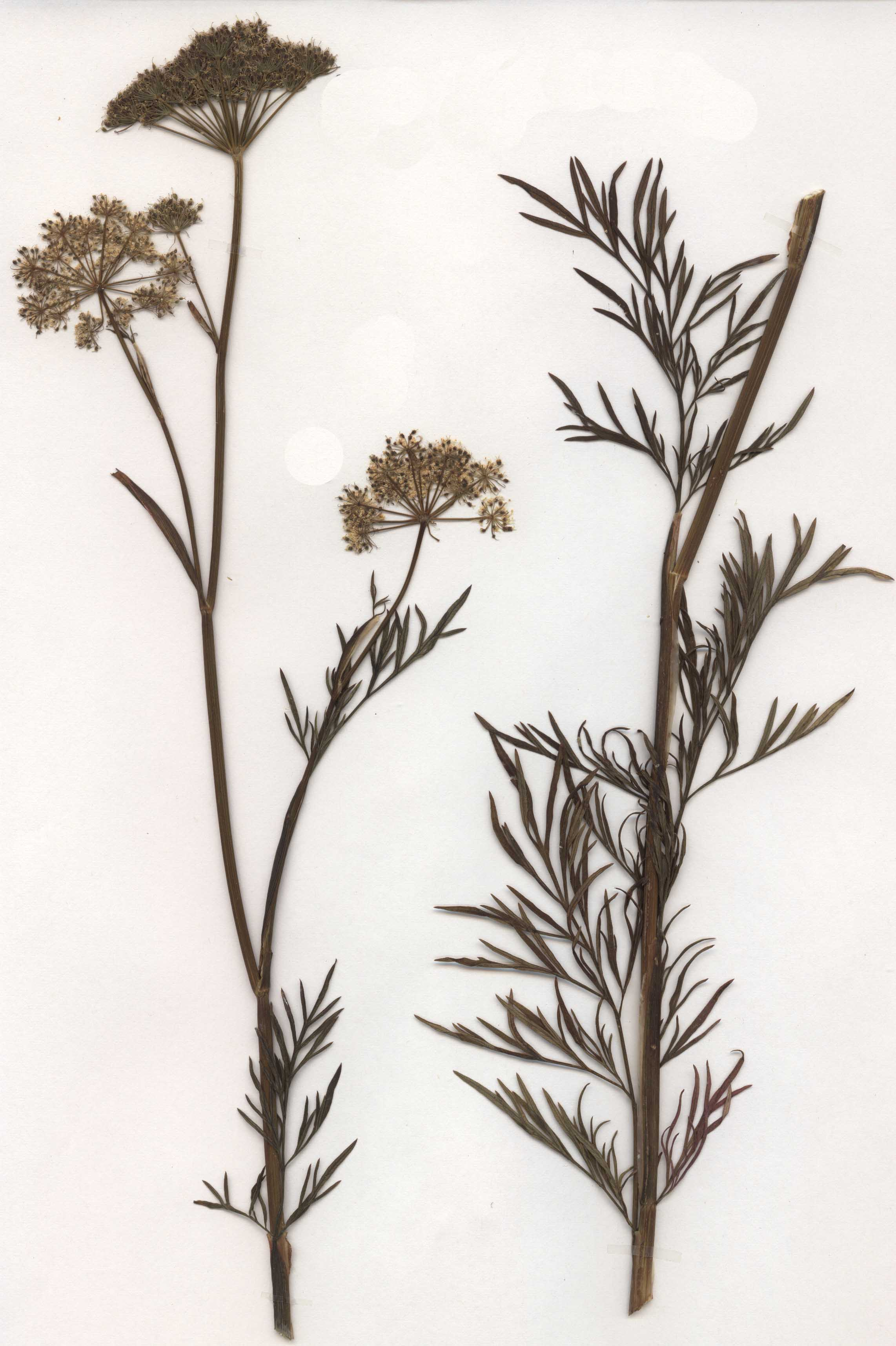
Rostlina z herbáře
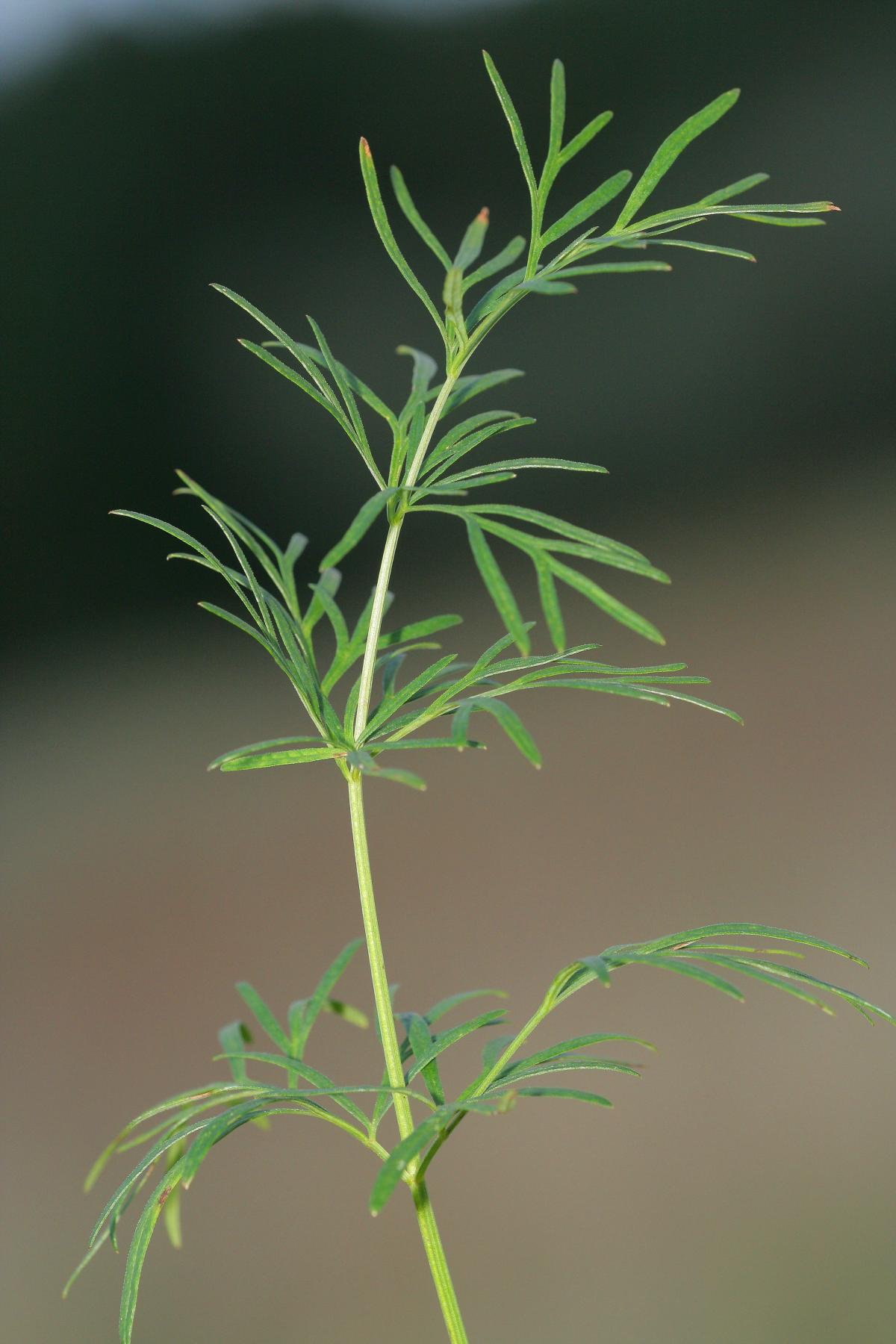
Mladá rostlina
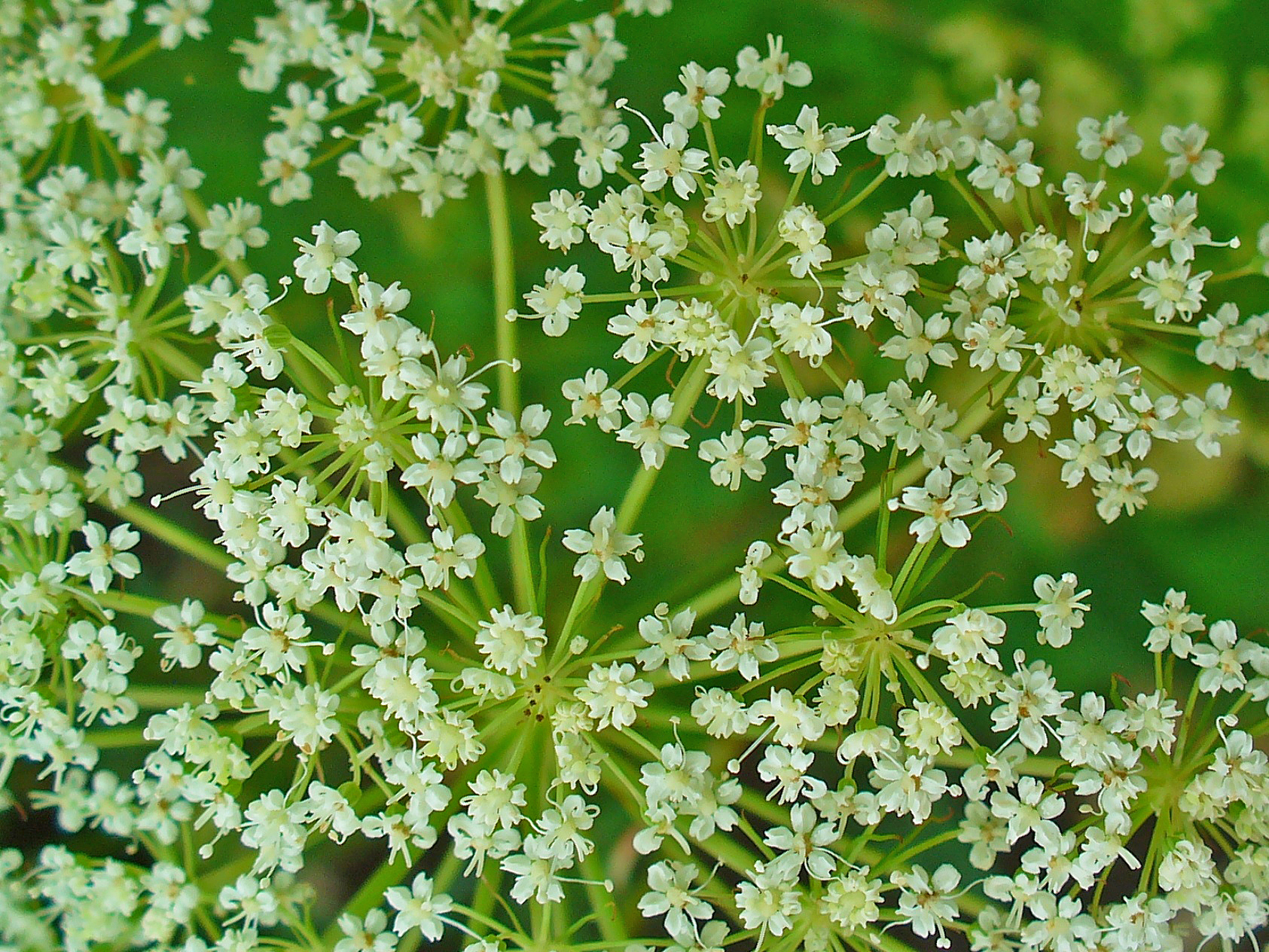
Květenství zblízka
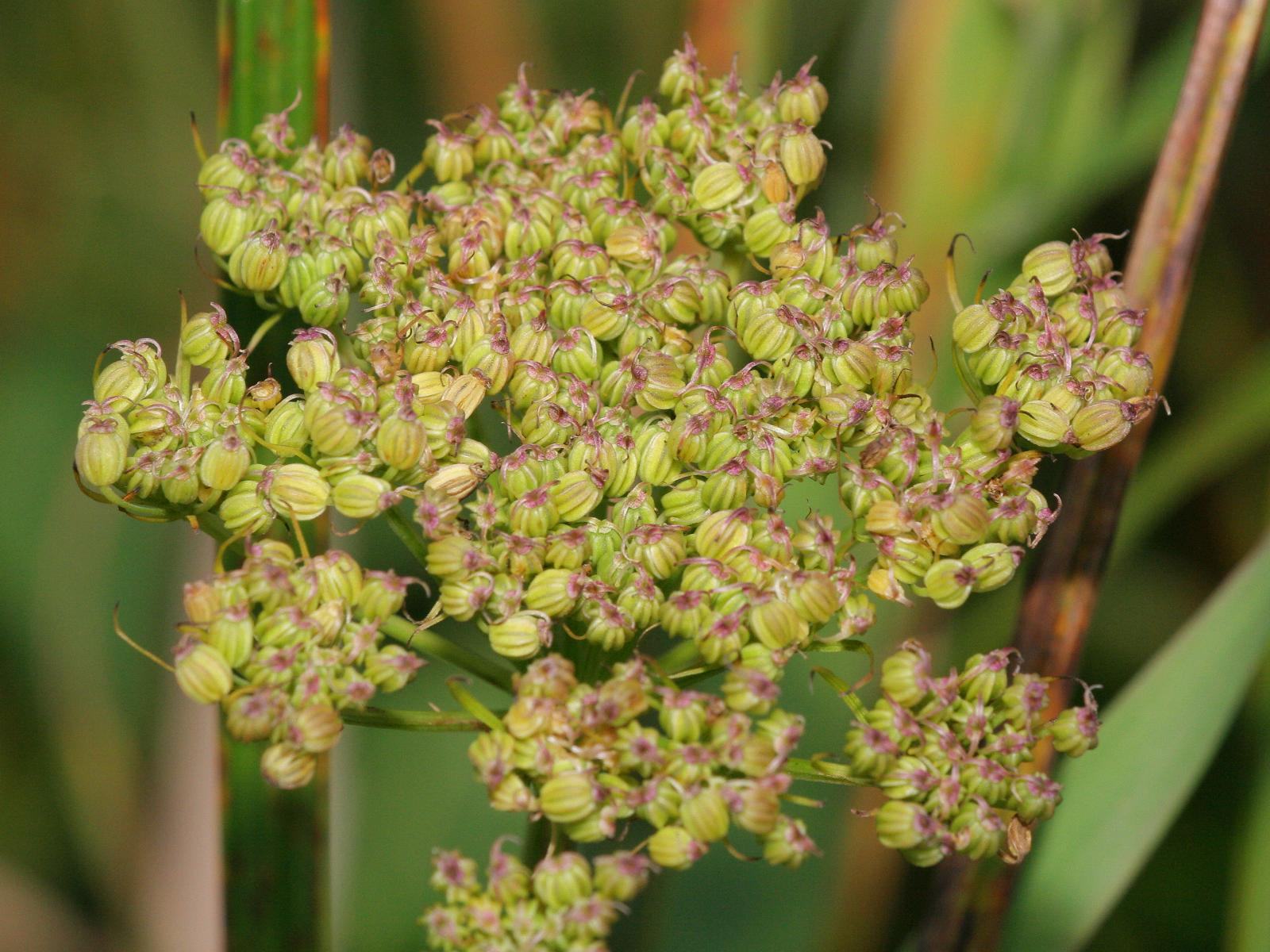
Plody před dozráním